# Prosoplus ochreobasalis
Prosoplus ochreobasalis là một loài bọ cánh cứng trong họ Cerambycidae.